# Pascual (Tállara)
Pascual es una aldea española del municipio de Lousame, La Coruña, Galicia. Pertenece a la parroquia de Tállara. Está situada en el suroeste del municipio a 166 metros de altura y 6,7 kilómetros de la capital municipal. Las localidades más cercanas son A Eirexa, Guiende y A Barreira. En 2021 tenía una población de 27 habitantes (13 hombres y 14 mujeres).